# Dikraneura hungerfordi
Dikraneura hungerfordi är en insektsart som beskrevs av Lawson 1930. Dikraneura hungerfordi ingår i släktet Dikraneura och familjen dvärgstritar. Inga underarter finns listade i Catalogue of Life.